# John Russell (27e baron de Clifford)
Pour les articles homonymes, voir John Russell.
John Edward Southwell Russell, 27e baron de Clifford (8 juin 1928 - 2 novembre 2018) est Lord de Clifford dans la pairie d'Angleterre.

## Biographie
Lord de Clifford est le fils du lieutenant-colonel Edward Russell, 26e baron de Clifford (1907-1982) et de Dorothy Evelyn Meyrick.
Lord de Clifford fait ses études au Collège d'Eton de Windsor et ensuite au Royal Agricultural College de Cirencester.
Il devient le 27e Lord de Clifford le 3 janvier 1982.
Il décède le 2 novembre 2018 à l'âge de 90 ans. Comme il n'a pas d'enfants, son héritier est son neveu, Miles Edward Southwell Russell (né en 1966).